# Batkuša
Batkuša är ett samhälle i Bosnien och Hercegovina.   Det ligger i entiteten Republika Srpska, i den nordöstra delen av landet, 130 kilometer norr om huvudstaden Sarajevo. Batkuša ligger 86 meter över havet och antalet invånare är 712.
Terrängen runt Batkuša är mycket platt.Närmaste större samhälle är Gradačac, 15,4 kilometer sydväst om Batkuša. 
Trakten runt Batkuša består till största delen av jordbruksmark. Runt Batkuša är det ganska tätbefolkat, med 134 invånare per kvadratkilometer.